# 플라이 미 투 더 문 (2012년 영화)
《플라이 미 투 더 문》(프랑스어: Un plan parfait, 영어: A Perfect Plan)은 2012년 공개된 프랑스의 영화이다.
이 영화는 첫 번째 결혼이 모두 나쁘게 끝난다는 가문의 저주를 깨고, 남자친구와 결혼하기 전에 낯선 사람과 함께 제단으로 달려가는 사랑에 빠진 한 여자의 이야기이다.

## 줄거리
이자벨은 10년간 사랑해온 피에르와 결혼을 앞두고 있지만, 그녀의 집안 여자들에게 내려오는 저주 때문에 고민에 빠진다. 가문의 여자들은 첫 번째 결혼이 불행으로 끝나는 저주를 가지고 있었던 것. 이 저주를 피하기 위해 이자벨은 완벽한 계획을 세운다. 먼저 아무나 붙잡고 결혼한 뒤, 빠르게 이혼하여 저주를 피하고 사랑하는 피에르와 두 번째 결혼을 통해 행복한 결혼 생활을 하겠다는 것이다. 
계획을 실행하기 위해 코펜하겐으로 간 이자벨은 '길잡이' 잡지사 편집자인 장-이브를 '저주 제거용' 남편감으로 선택한다. 하지만 그녀의 계획은 장-이브가 이자벨을 진심으로 사랑하게 되면서 꼬여버린다. 예정된 결혼이 무산되자 이자벨은 다시 장-이브를 찾아가 어떻게든 결혼 후 이혼하려 한다. 결국 그녀는 이혼 서류를 들고 장-이브를 쫓아다니고, 우여곡절 끝에 장-이브는 그녀가 여동생과 통화하는 내용을 듣고 이혼 서류에 서명한다. 이자벨은 장-이브에게 가문의 저주에 대해 이야기하고, 둘은 다음 날 함께 시간을 보낸다. 헤어진 후 이자벨은 자신이 장-이브를 사랑한다는 것을 깨닫고 피에르와의 약혼을 파기한다. 결국 이자벨과 장-이브는 행복한 결말을 맞는다.

## 출연

### 주연
- 다이앤 크루거
- 대니 분
- 에타인 쉬코
- 요리 풀러
- 엘리스 폴
- 베르나데트 르 사체
- 로버트 프래그놀
- 조나단 코헨